# Stars!
Stars! est un jeu vidéo 4X de stratégie au tour par tour développé par Jeff Johnson et Jeff McBride et diffusé sous forme de shareware puis édité par Empire Interactive, sorti en 1995 sur PC (Windows).

## Accueil
| Stars!                |      |       |
| Média                 | Pays | Notes |
| Computer Gaming World | US   | 4/5   |
| Cyber Stratège        | FR   | 2.5/5 |